# Der Ranger – Paradies Heimat: Sturm
Sturm ist ein deutscher Fernsehfilm von Imogen Kimmel aus dem Jahr 2020. Es handelt sich um den sechsten Film der ARD-Reihe Der Ranger – Paradies Heimat. Die deutsche Erstausstrahlung erfolgte am 29. Januar 2021 auf dem ARD-Sendeplatz „Endlich Freitag im Ersten“.

## Handlung
Lukas und Tim beobachten, wie ein Gleitschirmpilot sich zum Absprung bereit machen will, obwohl es stürmt und gewittert. Bevor er starten kann, wird er von einem Blitz getroffen, sie rufen Jonas zu Hilfe. Im Krankenhaus stellt man fest, dass er Glück im Unglück hatte, sich aber an nichts mehr erinnern kann. Das Einzige, was er bei sich trug, war sein Autoschlüssel, an dem ein Anhänger mit seinem Vornamen Daniel hängt. Jonas macht sich mit Christoph auf die Suche nach dem Wagen und findet ihn nach kurzer Zeit auf einem Parkplatz in der Nähe des Unfallortes. Seine Papiere sind im Fahrzeug, er heißt Daniel Körner, hat eine Speditionsfirma sowie eine Frau und eine Tochter. Jonas besucht die Frau, dabei muss er erfahren, dass Daniel seine Familie vor Kurzem verlassen hat, weil er seine Frau betrogen hat. Die Ärztin rät, ihm noch nicht die ganze Wahrheit zu sagen. Er soll sich selbst wieder zu erinnern beginnen. Da er sonst nirgendwo unterkommen kann, darf er auf dem Hof im Gästezimmer schlafen.
Emilia stellt fest, dass sie schwanger ist. Nach einer Untersuchung beim Arzt ist ihr bewusst, dass sowohl Moritz wie auch Jonas als Vater in Frage kommen. Als sie es Jonas erzählt, ist ihm sofort klar, dass auch Moritz der Vater sein könnte. Rike erklärt ihm, dass das Kind nichts dafür kann und es nur darum geht, ob er Emilia noch liebt. Dafür will Moritz, dass Emilia einen Vaterschaftstest macht.
Für das gefallene Sturmholz gibt es zwei Interessenten, Karl Nollau und Rocco Plaschke. Karl will das Holz quasi gratis, da es ja nun in der Familie bleibt und Rike damit Arbeit bekommt. Rocco ist bereit, dafür etwas zu zahlen. In der nächsten Nacht verschwindet aber Holz aus dem Wald. Daniel hilft Rike in der Schreinerei, sie fühlt sich zu ihm hingezogen. Vicky, die Tochter von Daniel, findet durch einen Telefonanruf ihrer Mutter Nadine heraus, wo sich ihr Vater aufhalten könnte, und macht sich auf die Suche. Kurz darauf taucht sie auf dem Hof auf und bittet ihren Vater, dass er nach Hause kommt. Er will aber nicht. Als sie wieder zu Hause ist, erklärt ihr ihre Mutter, weshalb es so ist, Vicky will das aber nicht glauben. Die Ranger legen sich in der Nacht auf die Lauer, um den Holzdieb zu erwischen, als plötzlich Karl Nollau auftaucht. Jonas meint zunächst, dass er etwas damit zu tun hat, als ein Lastwagen angefahren kommt. Es stellt sich heraus, dass es Rocco ist, der der Meinung war, das Fallholz sei gratis.
Da die Spedition in Schwierigkeiten steckt, taucht Daniel in der Firma auf und sucht nach Unterlagen. Bald schon findet er, was er suchte. Er hatte sich auf einen hochriskanten Deal eingelassen und so die Verschuldung der Firma provoziert. Moritz taucht in Sebnitz auf und besteht nach wie vor darauf, dass Emilia den Test macht. Jonas redet ihm ins Gewissen, weil die Untersuchung riskant ist. Zudem sagt er ihm klar, dass er Emilia in Ruhe lassen soll, wenn das Kind dann da ist und er der Vater ist, können sie wieder darüber sprechen. Nachdem Daniel nun weiß, was er angestellt hat, redet er mit Rike darüber. Zudem sagt er ihr, dass er bei seinem Flug Selbstmord begehen wollte, damit seine Familie wenigstens das Geld von der Lebensversicherung bekommt. Nadine findet ihrerseits alle Informationen in der Firma auf dem Computer von Daniel.
Emilia will ein paar Findeltiere zur Aufzuchtstation bringen. Als sie durch das klingelnde Telefon kurz abgelenkt ist, kommt sie bei einem Ausweichmanöver von der Straße ab und prallt gegen einen Baum. Sie begibt sich ins Krankenhaus, wo man feststellt, dass sie das Kind leider verloren hat. Rike will zu Daniel, der ist aber mitsamt seinem Gleitschirm verschwunden. Bevor sie ihn finden, fliegt er los und steuert direkt auf eine Felswand zu. Im letzten Moment überlegt er es sich und dreht ab. Daniel bringt ihn zurück zur Rangerstation, wo Rike, seine Frau und seine Tochter warten. Die Familie spricht sich aus und Daniel kehrt zu ihnen zurück. Vorher verabschiedet er sich noch von Rike, die natürlich enttäuscht ist. Emilia und Jonas kehren zur Unfallstelle zurück, um nachzusehen, ob die Tiere noch lebend im Wagen sind, dabei gestehen sie sich erneut ihre Liebe zueinander.

## Hintergrund
Sturm wurde unter dem Arbeitstitel Der Ranger 6 zeitgleich mit der fünften Folge Junge Liebe vom 21. Juli bis zum 16. September 2020 in der Sächsischen Schweiz gedreht. Produziert wurde der Film von der Neuen deutschen Filmgesellschaft.

## Rezeption

### Einschaltquote
Die Erstausstrahlung am 29. Januar 2021 im Ersten wurde von 4,45 Millionen Zuschauern gesehen, was einem Marktanteil von 13,5 % entspricht.

### Kritiken
Die Kritiker der Fernsehzeitschrift TV Spielfilm zeigten mit dem Daumen geradeaus und vergaben für die Spannung einen von drei möglichen Punkten. Das Fazit lautete: „Figuren und Plot zählen zu den Leichtgewichten“.